# Blaesoxipha lingua
Blaesoxipha lingua är en tvåvingeart som beskrevs av Thomas Pape 1994. Blaesoxipha lingua ingår i släktet Blaesoxipha och familjen köttflugor.
Artens utbredningsområde är Florida. Inga underarter finns listade i Catalogue of Life.